# Moschiano
Moschiano è un comune italiano di 1 547 abitanti della provincia di Avellino in Campania.

## Geografia fisica
Moschiano si trova nel Vallo di Lauro alla testa della valle che parte da Avellino e va verso il nolano. La cittadella è meglio collegata al napoletano che all'avellinese. La produzione del legname è abbastanza importante grazie alla presenza di boschi secolari.

## Società

### Evoluzione demografica
Abitanti censiti

## Amministrazione

### Altre informazioni amministrative
Il comune fa parte della Comunità montana Partenio - Vallo di Lauro e dell'Unione dei comuni Antico Clanis.